# الزاوية الأحمدية
الزاوية الأحمدية هي بناء مملوكي، تقع في حي الدرج وسط مدينة غزة. أنشأها أتباع السيد أحمد البدوي في القرن 14م، وينسبها جيرانها إلى الشيخ أحمد البدوي، والذي سمي بالبدوي لأنه كان يغطي رأسه ووجهه دائماً، ويعتبر أشهر علماء الصوفية، الذين اتخذوا من غزة مقراً لهم. وقد دمره الاحتلال الإسرائيلي خلال الإبادة الجماعية المستمرة على قطاع غزة في عملية طوفان الأقصى ، فبحسب المرصد الأورمتوسطي لحقوق الإنسان، تتعمد إسرائيل تدمير المعالم الأثرية الفلسطينية بغزة في "استهداف صريح للإرث الحضاري الإنساني".

## بناؤها
تعكس الزاوية الأحمدية الهندسة الإسلامية في العصر المملوكي، وتتكون من قسمين رئيسيين، خصص القسم الأول قاعةً للصلاة، وخصص القسم الآخر جناحاً للإقامة والمعيشة. يضم القسم الأول بيتا كبيرًا للصلاة يقع في الجزء الجنوبي، وهو أشبه بغرفة تعلوها قبة كبيرة مرتفعة سداسية الأضلاع قائمة على عقود ستّة، وتستند إلى قاعدة بها اثنا عشر شباكا أغلق بعضها.
قامت وزارة الأوقاف بإجراء بعض الترميمات والإصلاحات على جدرانها المتشققة وبيت الصلاة، ويقع بجوار هذه الغرفة وإلى الشمال منها مباشرة مصلى مكون من إيوانات ثلاثة صلبة تتوسطها نافورة مثمنة كانت تأتيها المياه من الساقية القريبة من الزاوية، وجميعها تستند إلى أعمدة رخامية لها تيجان مزخرفة تعود للفترة الرومانية، وتتميز بعضها بأنها حلزونية، ويتميز ببناء أربعة أعمدة رخامية مضلعة تعلوها حجارة تشبه القباب، ويبدو استخدام بعض الحجارة الأثرية التاريخية عند بنائه.
يوجد بالقرب من الحائط الجنوبي للزاوية قبر رخامي، يسود الإعتقاد بأنه يعود للأميرة قوتلو خاتون، وهي أميرة مملوكية واسم والدها هو باهادور الوكندار، ويُقال إنها موّلت بناء الزاوية الأحمدية، وقد نقش على القبر اسمها وتاريخ وفاتها سنة 1332م.